# Lasič
Lasič je priimek več znanih Slovencev:

## Znani nosilci priimka
- Andrej Lasič (1870—1923), arheolog, šolnik
- Boris Lasič (1925—1991/2?), tekstilni gospodarstvenik (direktor Rašice)
- Boris Lasič (1936—2016), tehniški fizik, gen. direktor Iskre
- Danilo Lasič (1952—2000), kemik, biofizik (ZDA)
- Dušan Lasič (1908—1980), elektrotehnik, univ. profesor
- Eva Lasič, fotografinja (druga = dr.?)
- Fran Lasič (1864?—1944), okrajni glavar, vladni svetnik
- Franc Lasič, filantrop
- Henrik Lasič (1868—1944), sodnik "septemvir" (član Stola sedmorice) v Zagrebu
- Ivan Lasič, inženir, dvorni svetnik na Dunaju
- Jožica Lasič, por. Cefarin (1951—1976), pianistka, zborovodkinja
- Marinka Lasič, zborovodkinja v zamejstvu
- Stojan Lasič, odvetnik in politični publicist med vojnama v Beogradu
- Vida Lasič (1920—1997), radiotehnica in pisateljica
- Zvonimir Lasič (1898—1977), politik, Tigrovec